# Derramamento de óleo do MV Wakashio
O derramamento de óleo do graneleiro MV Wakashio ocorreu na costa de Pointe d'Esny, ao sul de Maurício, de 25 de julho de 2020 por volta das 16:00 UTC, quando o MV Wakashio, um graneleiro de propriedade da Nagashiki Shipping, de uma empresa japonesa, mas navegando sob uma bandeira panamenha de conveniência, encalhou ao largo da costa sul da ilha de Maurícia, em coordenadas 20° 26′ 17″ S, 57° 44′ 41″ L.

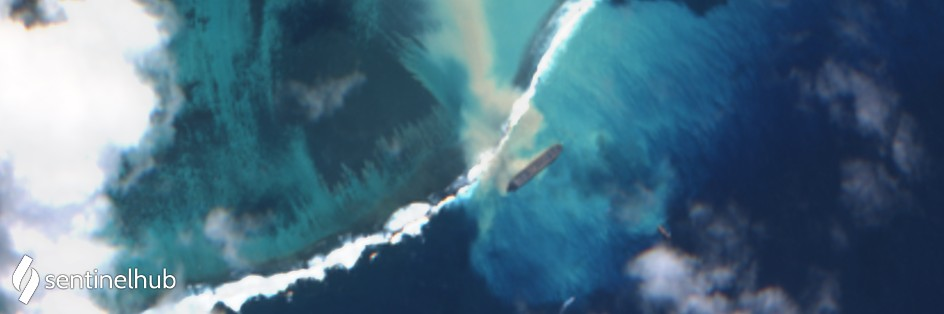
Derramamento de óleo do MV Wakashio visto do espaço

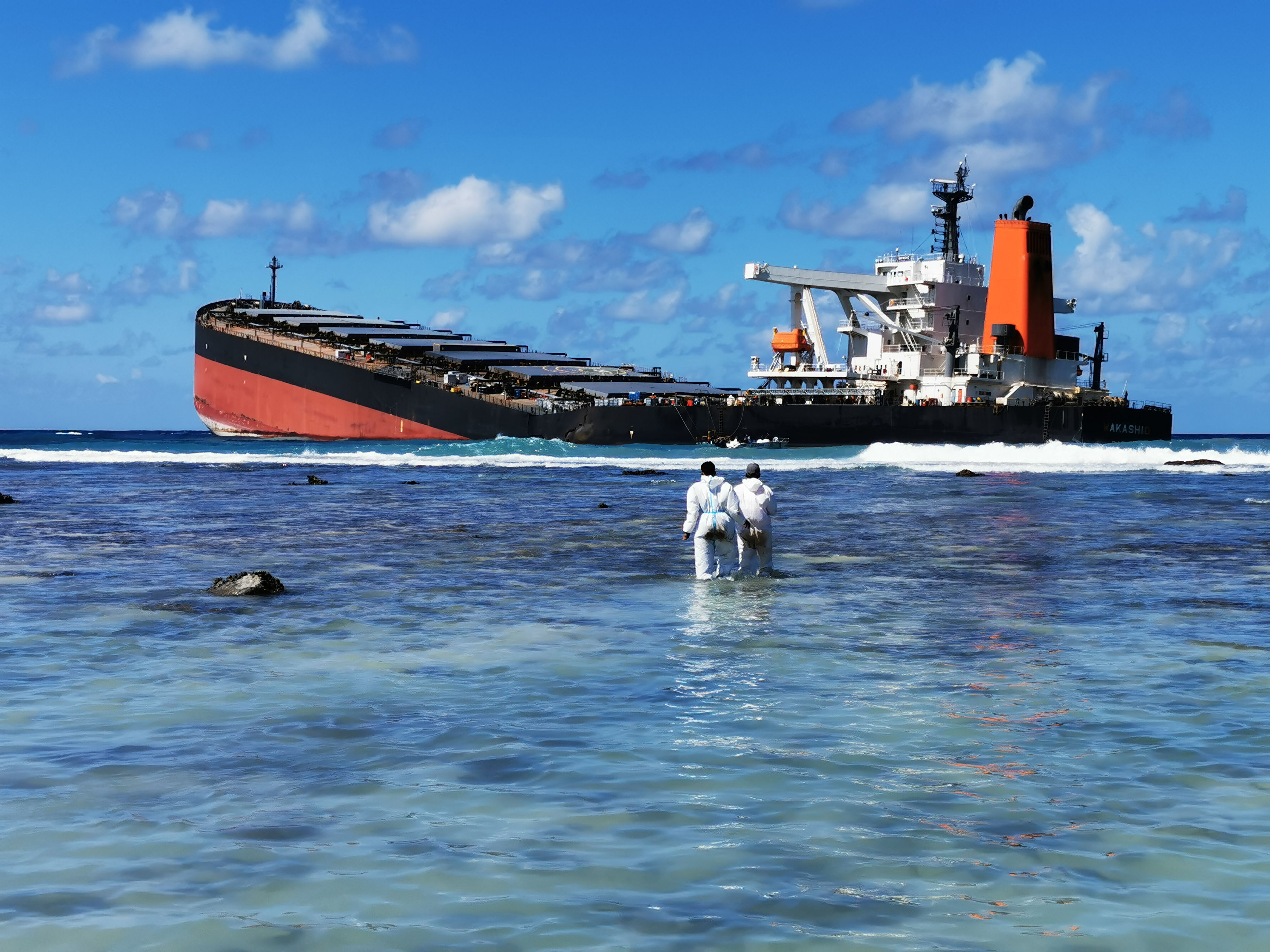
MV Wakashio afundando após o desastre

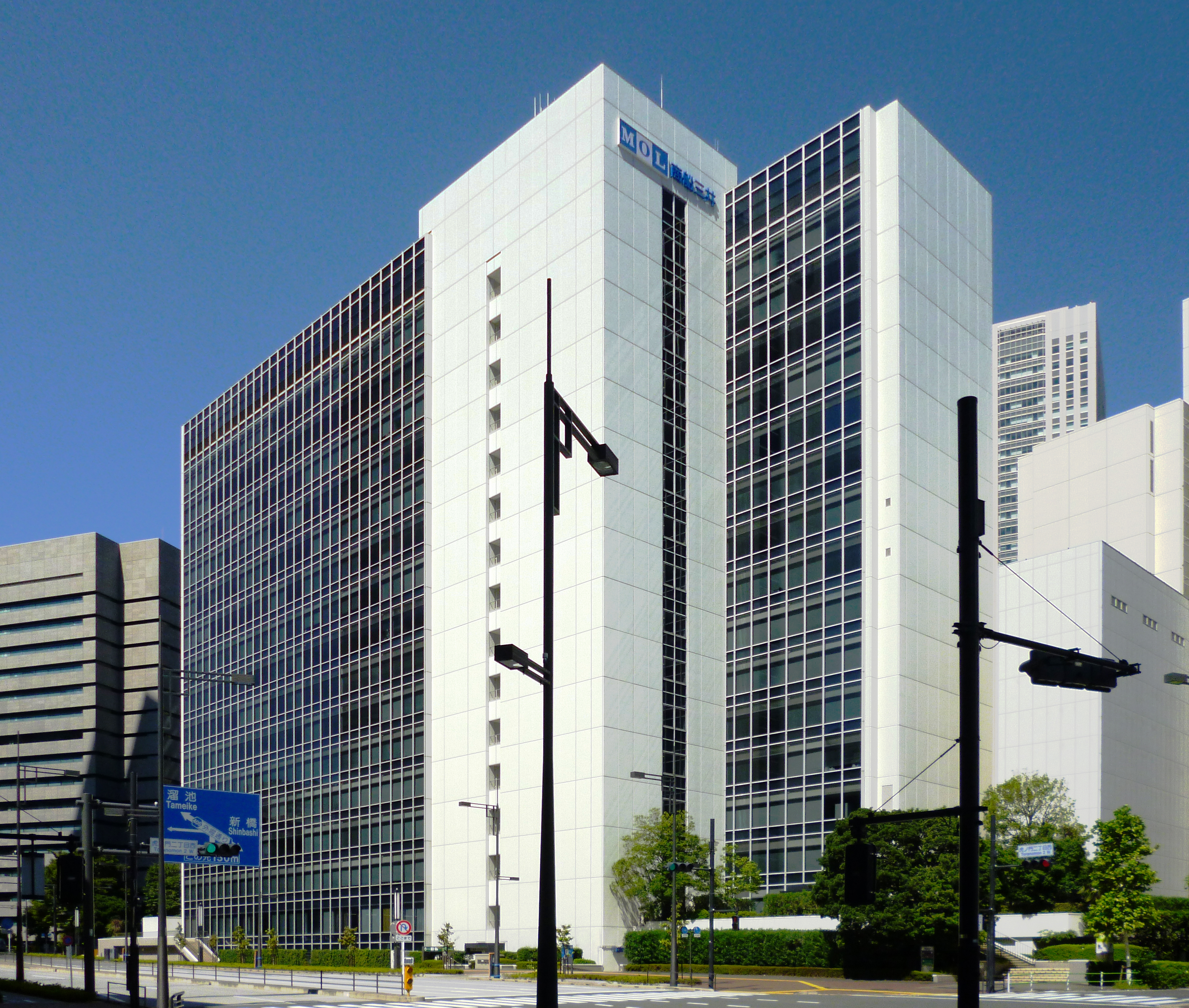
Sede da Mitsui OSK Lines, em Tóquio

## Acidente
O acidente gerou o vazamento gradativo de parte das 4.000 toneladas de óleo diesel e óleo combustível que o navio carregava. As autoridades do país estavam tentando controlar o derramamento e minimizar seus efeitos, isolando áreas sensíveis da costa que incluem importantes reservas de fauna e flora marinha, enquanto aguardavam a ajuda de países estrangeiros para bombear cerca de 3.890 toneladas de óleo remanescentes através de rachaduras no casco. Eles improvisaram barreiras flutuantes para impedir a propagação do petróleo.
O ministro do Meio Ambiente da ilha, Kavy Ramano, juntamente com o ministro da Pesca, disseram à imprensa que era a primeira vez que o país enfrentava uma catástrofe dessa magnitude e que eles não estavam suficientemente equipados para lidar com o problema.
Sites especializados navais detalham que Wakashio foi lançado em 2007 com uma tonelagem de porte bruto de 203.000 toneladas e 299,95 metros (984 ft 1 in) de comprimento total. O navio pertence à Okiyo Maritime Corp., uma empresa associada da Nagashiki Shipping Co. Ltd., e é operado pela Mitsui OSK Lines. O navio partiu de Lianyungang, na China, em 4 de julho, parou em Singapura e estava programado para chegar a Tubarão, no Brasil, em 13 de agosto. Uma tripulação de 20 estava a bordo, nenhum dos quais ficou ferido.
O encalhe ocorreu em uma área listada pela convenção de Ramsar sobre zonas úmidas de importância internacional e próxima ao parque marinho da Baía Azul. Maurício é famoso por suas praias imaculadas e é popular entre os turistas que no ano passado contribuíram com 63 bilhões de rúpias da Maurícia (US $ 1,59 bilhão) para a economia.
Ventos fortes e ondas de 5 metros (16 pé) interromperam os esforços de limpeza em 10 de agosto; rachaduras visíveis no casco do navio levaram a temores de que o navio pudesse "se partir em dois".

## Reações
O primeiro-ministro Pravind Kumar Jugnauth declarou “estado de emergência ambiental” e solicitou ajuda francesa em 7 de agosto. “Quando a biodiversidade está em perigo, há urgência em agir”, tuitou o presidente francês Emmanuel Macron, “a França está lá. Ao lado do povo mauriciano. Você pode contar com nosso apoio querido Jugnauth." A França enviou aviões militares e equipes especializadas da ilha vizinha de Reunião, um território ultramarino francês. O Greenpeace afirmou que o derramamento perto de Pointe d'Esny foi provavelmente "uma das crises ecológicas mais terríveis já vistas no pequeno país insular".
Os voluntários locais tentaram conter o derramamento fazendo barreiras de tecido recheadas com palha. O Japão enviou uma equipe de especialistas de seis membros para ajudar na limpeza.